# Disconnect (canción)
«Disconnect» es una canción del banda británica de música electrónica  Clean Bandit con la cantante y compositora galesa Marina and the Diamonds. Fue compuesta por Marina Diamandis y Jack Patterson, con la producción de Luke Patterson, Jack Patterson y Mark Ralph. Fue lanzada el 23 de junio de 2017 en su versión de estudio y en plataformas digitales a la venta, como el cuarto sencillo del  segundo álbum de estudio de la banda. La canción es el primer sencillo Marina and the Diamonds desde su álbum Froot.

## Antecedentes
Clean Bandit y Marina and the Diamonds interpretaron por primera vez la canción hace dos años en el Festival de Música y Artes de Coachella Valley en 2015. En una entrevista de Idolator, cuando se le preguntó sobre la canción inédita, Grace Chatto dijo: "Es una canción muy especial para nosotros, pero desde que la tocamos en vivo en Coachella hemos estado probando diferentes versiones para ella. Ahora estamos pensando que podríamos volver a la original, así que no había necesidad de que nadie esperara dos años." Jack Patterson dijo: "Es como si tuviera treinta versiones diferentes en mi computadora portátil. Creo que hemos terminado una, en realidad — estaba trabajando en el camino (a Nueva York) en el avión, así que creo que pronto vamos a tener una agradable sorpresa."
Marina and the Diamonds tuiteó a la banda para saber sobre la fecha de lanzamiento de la canción el 1 de junio de 2016. Chatto explicó en una entrevista con BBC News que la canción "había pasado por varios cambios antes de que quedara bien". Clean Bandit escribió en un tuit que este lanzamiento oficial es una "versión de estudio terminada".

## Recepción
Mike Wass, de Idolator, calificó la canción como "un himno sombrío y de tono disco sobre la soledad de la vida moderna" y escribió que la colaboración "tiene un gran impacto". Sam Damshenas de Gay Times consideró la canción como "un petardo con certificado del pop / smash / el futuro himno del verano." Patrick Crowley de la revista Billboard escribió que "valió la pena esperar".

## Créditos
Los créditos fueron adaptados por Tidal.
- Marina Diamandis – compositora, vocalista
- Jack Patterson – compositor, productor, ingeniero, mezclador, pianista, sintetizador
- Luke Patterson – productor, baterista
- Mark Ralph – productor, mezclador
- Stuart Hawkes – ingeniero de masterización
- Anthony Leung – ingeniero
- Drew Smith – ingeniero, asistente
- Grace Chatto – violonchelista
- Beatrice Philips – violinista
- Braimah Kenneh-Mason – violinista